# Лас-Моравільяс (Нью-Мексико)
Лас-Моравільяс (англ. Las Maravillas) — переписна місцевість (CDP) в США, в окрузі Валенсія штату Нью-Мексико. Населення — 1604 особи (2020).

## Географія
Лас-Моравільяс розташований за координатами 34°44′3″ пн. ш. 106°40′7″ зх. д. / 34.73417° пн. ш. 106.66861° зх. д. (34.734270, -106.668535).  За даними Бюро перепису населення США в 2010 році переписна місцевість мала площу 2,65 км², з яких 2,64 км² — суходіл та 0,01 км² — водойми.

## Демографія
Згідно з переписом 2010 року, у переписній місцевості мешкало 1628 осіб у 577 домогосподарствах у складі 454 родин. Густота населення становила 615 осіб/км².  Було 611 помешкання (231/км²).
Расовий склад населення:
| - 79,5 % — білих - 2,3 % — корінних американців - 1,0 % — чорних або афроамериканців - 0,6 % — азіатів - 0,3 % — вихідців з тихоокеанських островів - 11,3 % — осіб інших рас |

До двох чи більше рас належало 4,9 %. Частка іспаномовних становила 47,8 % від усіх жителів.
За віковим діапазоном населення розподілялося таким чином: 31,3 % — особи молодші 18 років, 58,1 % — особи у віці 18—64 років, 10,6 % — особи у віці 65 років та старші. Медіана віку мешканця становила 32,6 року. На 100 осіб жіночої статі у переписній місцевості припадало 92,0 чоловіків;  на 100 жінок у віці від 18 років та старших — 91,6 чоловіків також старших 18 років.
Середній дохід на одне домашнє господарство  становив 66 619 доларів США (медіана — 57 330), а середній дохід на одну сім'ю — 68 945 доларів (медіана — 57 159). Медіана доходів становила 50 524 долари для чоловіків та 34 327 доларів для жінок. За межею бідності перебувало 14,7 % осіб, у тому числі 10,1 % дітей у віці до 18 років та 13,3 % осіб у віці 65 років та старших.
Цивільне працевлаштоване населення становило 884 особи. Основні галузі зайнятості: освіта, охорона здоров'я та соціальна допомога — 21,5 %, мистецтво, розваги та відпочинок — 14,3 %, роздрібна торгівля — 11,4 %, виробництво — 11,0 %.